# Аддис-Меркато
Аддис-Меркато или просто Меркато (амх. መርካቶ) — крупнейший рынок под открытым небом в Эфиопии и в Африке в целом. Расположен в районе Аддис-Кетема, столицы Аддис-Абебы.
На рынке работают около 13 тыс. человек в 7,1 тыс. коммерческих организациях. Основным товаром, проходящим через Меркато, является кофе. Кроме того, здесь большую долю занимают сельскохозяйственные продукты.

## История
Своё название «Меркато» рынок получил от итальянского слова, означающего «рынок». Это произошло в 1930-х годах во время итальянской оккупации Абиссинии. Первоначально рынок располагался возле церкви Святого Георгия на том месте, где сейчас стоит мэрия. Итальянцы распорядились переместить рынок дальше на запад, а историческое место оставить за европейскими торговцами.
Первоначально на вновь открытом рынке преобладали арабские торговцы, владевшие большинством магазинов, но со временем эфиопы вытеснили их, а к 1960-м годам рынок приобрёл местный колотит. Рынок был организован без какого-либо плана, рос и развивался хаотично, постепенно заняв большую территорию в несколько квадратных километров.

## Описание
Наряду с изделиями из кожи, металла, дерева, здесь продают и покупают домашний скот, одежду, бытовую технику, антиквариат, ковры, сувениры, продукты питания, включая кофе (молотый и в зёрнах). Застройка территории рынка хаотична, а пространство не благоустроено.
Часть торговцев раскладывают свои товары прямо на земле, другие работают в самодельных постройках и палатках, за прилавками под навесами и павильонах. Есть здесь и капитальные строения.
На рынке достаточно неблагоприятная криминогенная и санитарная обстановка.